# Степан Шаумјан
Степан Шаумјан (јерм. Ստեփան Շահումյան; рус. Степан Георгиевич Шаумян; 1/13. октобар 1878. у Тбилисију — 20. септембар 1918. у Красноводску) био је јерменски политичар и револуционар (Руска социјал-демократска радничка партија, Руска комунистичка партија (бољшевика)) који је политички деловао на подручју Кавказа. Због његове јерменске етничке припадности и улоге вође у Руској револуцији на простору Кавказа добио је надимак „Кавкаског Лењина“ по угледу на вођу Октобарске револуције Владимира Иљича Лењина.